# Томас Джеймс Сандерсон
Томас Джеймс Сандерсон (англ. Thomas James Sanderson; 2 грудня 1840, Елнвік, Нортумберленд, Велика Британія — 7 вересня 1922) — англійський художник, типограф і палітурник, діяльність якого була пов'язана з «Рухом мистецтв і ремесел».

## Біографія

### Робота та освіта
Томас Джеймс Сандерсон народився в Елнвіку, Нортумберленд, Велика Британія. Відвідував численні навчальні заклади, в тому числі Королівську школу в Ворчестері, потім Оуенський коледж Манчестерського університету, а потім Трініті-Коледж в Кембриджі, де вивчав право. Він покинув коледж, так і не отримавши ступінь, і став баррістером в Лінкольнс-Інні.

## Палітурник
Будучи другом Вільяма Морріса, Сандерсон захопився ідеологією мистецтв і ремесел. На одному з обідів дружина Морріса, Джейн Берден, переконала його зайнятися палітуркою книг. У 1884 році він відкрив майстерню, яка, зокрема, виготовляла спеціальні палітурки для моррісовського видавництва «Келмскотт-прес». Вже після смерті Морріса, в 1900 році, Сандерсон разом з друкарем Емері Вокером відкрив власну друкарню. Видавництво «Doves Press» розмістилося в лондонському передмісті Гаммерсміт. Там же колись знаходилося видавництво Морріса.
Найвідомішою книгою Сандерсона стала так звана «Біблія Давс-прес» (Doves Bible). Вона вийшла в 1903 році. Як і інші книги Давс-прес, Біблія була набрана шрифтом, який спеціально для видавництва намалював Вокер. Цей шрифт, як і «Золотий шрифт» Морріса, ґрунтувався на антикваріаті Ніколя Жансона. Історик і типограф Роберт Брінгхерст вважає, що ця друга спроба відтворити знаменитий шрифт була більш вдала. Однак в 1916 році Сандерсон закрив видавництво, А все друкарське обладнання, включаючи літери шрифту, скинув в Темзу.
Одружившись на Анні Кобден (1853-1926), дочки Річарда Кобдена, Томас змінив прізвище на Кобден-Сандерсон.